# 羅娜村
羅娜村（布農語：Luluna），原名平等村，是臺灣南投縣信義鄉的一個村，位於該鄉西部筆石溪流域，東南依望美村，西接嘉義縣阿里山鄉，北與新鄉村接壤。村內有羅娜（蘆竹湳）等聚落。

## 交通動線
- 臺21線（筆石橋、庫坑橋）
- 投59線（羅娜橋、羅美橋）

## 設施與景點
由日治時期的グンダイ社（郡大）、ハイノコ社、イバホ社、ホンコ社、マシタルン社、イバタン社、ハタラン社、イムソ社等八部落所組成。
| - 南投縣政府警察局信義分局羅娜派出所 - 臺灣基督長老教會中布中會羅娜教會 - 天主教臺灣教省臺中教區羅娜教會 | - 南投縣立羅娜國民小學 - 行政院農業委員會 - 農業試驗所羅娜種原保存園 |

## 自然景觀

### 河川
- 陳有蘭溪
  - 筆石溪（蘆竹湳溪）
  - 蒼庫溪